# La famiglia Gionni
La famiglia Gionni è una serie televisiva italiana, diretta da Maurizio Simonetti, andata in onda su Deakids.

## Trama

### Prima stagione
La famiglia Gionni si deve trasferire negli USA per questioni di lavoro e ha bisogno di una tutor per acquisire la padronanza della lingua inglese in modo corretto ed efficace.

### Seconda stagione[1]
Gionni ha superato la prova di inglese ed è pronto a partire con la sua famiglia verso gli Stati Uniti per assumere il nuovo incarico. A sorpresa viene informato che potrà assumere una funzione ancora più importante, ma per questo scopo deve affrontare un nuovo tutorato di inglese. Ma le sorprese non sono finite: il tutorato si svolgerà in una splendida località di mare in Calabria, San Nicola Arcella, e i suoi tutor saranno il suo capo in persona Mr JP e dalla pimpante Holly.
Nella loro vacanza studio la famiglia Gionni e i tutor saranno ospitati dalla famiglia di Giuppy con i suoi figli Vanessa e Alex.

## Personaggi
- Giovanni "Gionni" Gionni (Max Pisu), che è il padre di famiglia, si deve trasferire negli USA con la sua famiglia per questioni di lavoro;
- Clara Gionni (Tosca D'Aquino), è la moglie di Gionni e crede di sapere l'inglese perfettamente, anche se poi si renderà conto che la lingua è assai ampia;
- Emmy (Denise Malgieri), è la tutor della famiglia Gionni nella prima stagione ed è molto simpatica e divertente, anche se sa essere severa;
- Martina Gionni (Eva Meskhi), è la figlia maggiore e ama la tecnologia, soprattutto stare su Internet e messaggiare;
- Lorenzo Gionni (Francesco Bugamelli), è il figlio di mezzo e ama suonare con la chitarra; ciò che odia, invece, è studiare;
- Camilla Gionni (Buki Macpherson), è la figlia minore ed è stata adottata; ha delle buone capacità intellettive e ama fare puzzle;

### Personaggi della seconda stagione
- Ceppo (Federico Bruschi), è il migliore amico di Lorenzo;
- Mr JP (John Peter Sloan), è il capo di Gionni ed è anche il suo tutor nella seconda stagione; dà prova del suo personale metodo di insegnamento dell'inglese veicolato dal suo originale umorismo;
- Holly (Holly Mumford), è la tutor della famiglia Gionni nella seconda stagione, viene da Londra, ripete sempre "IN ENGLISH, PLEASE!" ed è un po' sbadata;
- Giuppy (Elena Fonga), è la vicina di casa della famiglia Gionni in Calabria. Ha un carattere genuino ed ospitale e si innamora di Mr JP;
- Vanessa (Arianna Clemente), è la figlia di Giuppy. Fanatica della moda diventa grande amica di Martina;
- Alex (Sami Naman), è il figlio di Giuppy. Si innamora di Martina.